# Casal al carrer Josep Gallés, 11 (Castellterçol)
El Casal al carrer Josep Gallés, 11 és una obra de Castellterçol (Moianès) inclosa a l'Inventari del Patrimoni Arquitectònic de Catalunya.

## Descripció
Casal que fa cantonada, amb façana al carrer Josep Gallés i al carrer del Call de l'Escudella. Consta de planta baixa, pis i golfes. La coberta és a dues vessants. El portal d'entrada és d'arc de mig punt adovellat i les finestres i balconades són rectangulars amb dintells de pedra.

## Història
Al segle xvii, amb la creació del gremi de peraires i el negoci de la neu, la població va experimentar una notable creixença.